# Kölner Rheinmühlen

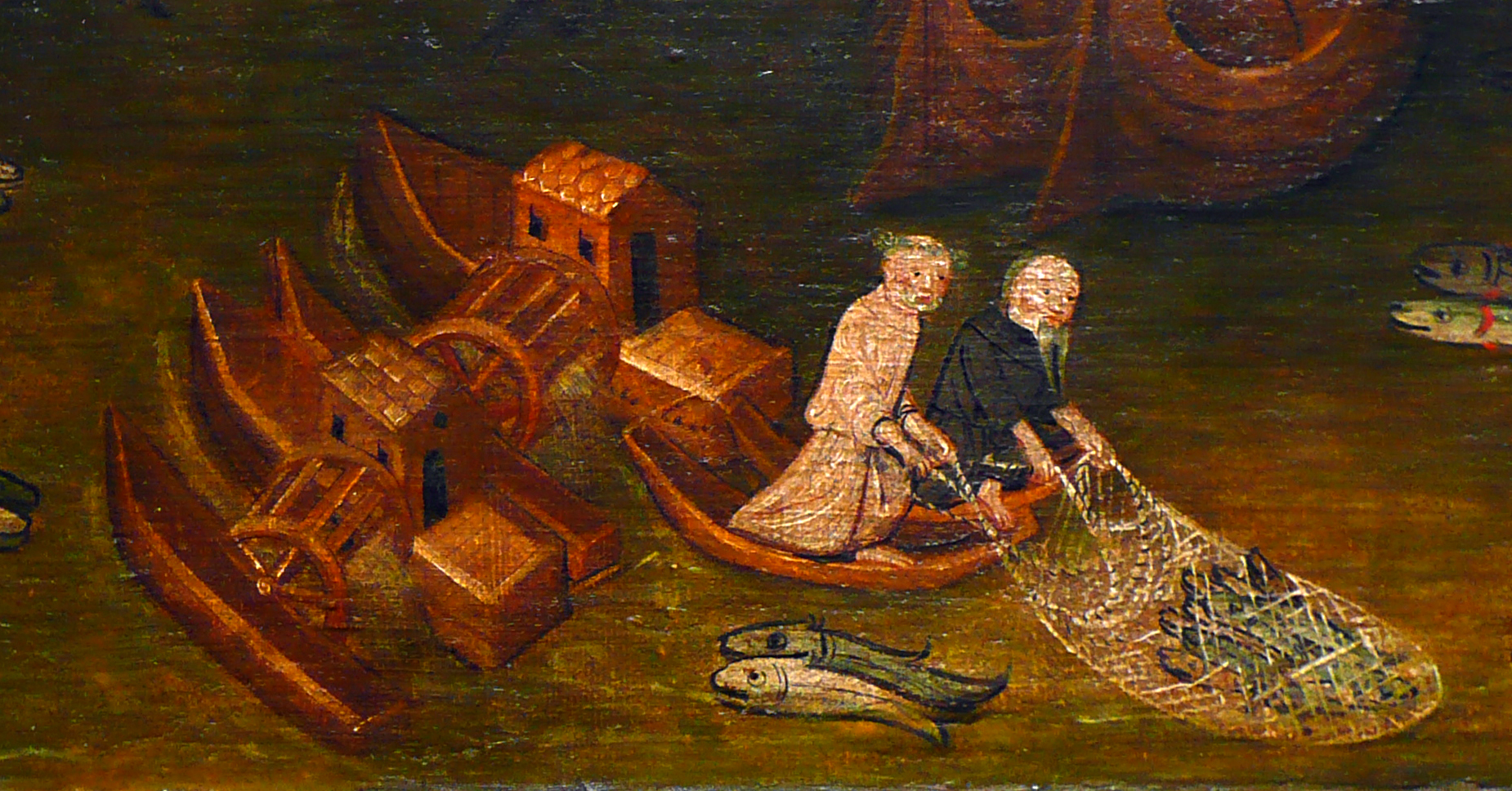
Schiffmühlen auf dem Rhein aus dem Schreinsbild Das Martyrium der Heiligen Ursula 1411 (Köln, Wallraf-Richartz-Museum)

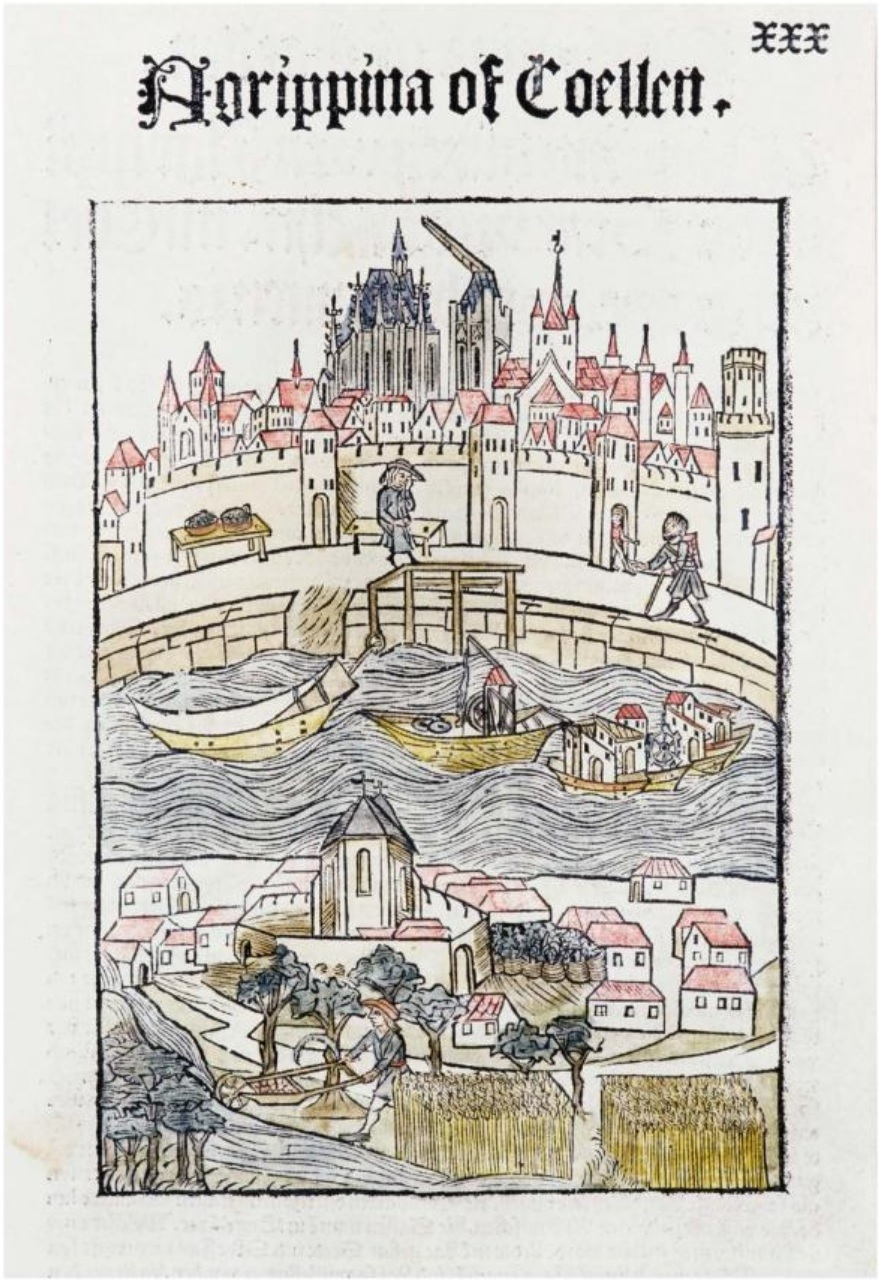
Agrippina of Coellen, das Titelblatt der Koehlhoff-Chronik von 1499, zeigt auf dem Rhein rechts eine Rheinmühlen-Einheit

Schiffmühlen auf dem Rhein vor Köln aus Anton Woensam, Große Ansicht von Köln 1531

Reparatur einer Schiffmühlen-Einheit auf dem Werthchen, aus Anton Woensam, Große Ansicht von Köln 1531

Die Kölner Rheinmühlen waren im Fluss vor Köln verankerte, unterschlächtige Schiffmühlen, die durch die Strömung angetrieben wurden und für den alltäglichen Bedarf der Stadt Köln produzierten. Sie sind die durch Anton Woensams Kölner Stadtansicht von 1531 am zuverlässigsten dokumentierten Flussmühlen des ausgehenden Mittelalters.

## Betrieb
Aus fast allen spätmittelalterlichen und frühneuzeitlichen Stadtansichten kennt man die vor Köln verankerten Schiffsmühlen. Man nimmt für Köln über 900-jährige Geschichte dieser Rheinmühlen an. Im 13. Jahrhundert sollen 36 Schiffsmühlen upme rine hangent (=im Rhein verankert) betrieben worden sein. Das Mahlrecht teilten sich der Erzbischof und bürgerliche Mühlenerben.
Woensams Kölner Ansicht zeigt Details des alltäglichen Betriebs. Aus der Unterreihe wird gerade eine Mühleneinheit herausgenommen und von 26 Mann an einem Seil zum Werthchen, der Werftinsel, gezogen. Das äußere Mühlhaus wird von einem Pultdach überdacht, das Mahlwerk deckt ein dagegen gesetztes Satteldach. Türen gibt es seitwärts. Fenster fehlen.

## Technik
Eine Rheinmühle bestand aus kastenförmigen Schiffen, die jeweils Bord an Bord das Mühlhaus und das Mahlwerk hielten. Hinten dreht sich ein breites Wasserrad, das nach oben kaum über die Bordkante hinausragt. Mittelschiff und Achsschiff waren durch ein Plankendeck miteinander verbunden. Ein Mühlenschiff war etwa 10 Meter lang, vier Meter breit und hatte eine Seitenhöhe von knapp zwei Metern.
Johann Wilhelm Schuller zeichnet 1754 erstmals einige Bauteile einer dreischiffigen Rheinmühle. Diese arbeitete wahrscheinlich mit einem höheren Wirkungsgrad als die Woensam-Mühlen von 1531. Für einen über 200-jährigen Entwicklungszeitraum erscheinen die erkennbaren Detailverbesserungen jedoch eher gering.
Die Leistung der Schiffsmühlen hängt exponential von der Fließgeschwindigkeit des Flusses ab. Mit acht solcher Mühlen waren die Kölner Rheinmüller ausgestattet, was ein Mehrfaches der jährlichen erforderlichen Mahlleistung von etwa 50.000 Malter ermöglichte.

## Nachwirkungen
Die Mühlengasse (platea molinendinorum) trägt ihren Namen in Erinnerung an die dort im Fluss verankerten Rheinmühlen.